# NHK伊万里松浦テレビ中継放送所
NHK伊万里松浦テレビ中継放送所（エヌエイチケイいまりまつうらテレビちゅうけいほうそうしょ）は、佐賀県伊万里市に置かれていたNHK佐賀放送局のテレビ中継局である。

## 概要
- 当テレビ中継放送所は、伊万里市松浦町堤川の大陣岳置かれ、同市内の一部へ電波を発射していた。

## 送信施設

### デジタルテレビ
| 放送局名 | 物理チャンネル | リモコンキーID | 呼出名称 | 空中線電力 | ERP | 放送対象地域 | 放送区域内世帯数 |
| -------- | -------------- | -------------- | -------- | ---------- | --- | ------------ | ---------------- |
| 非該当   |                |                |          |            |     |              |                  |

### アナログテレビ
| 放送局名          | チャンネル | 空中線電力        | ERP                | 放送対象地域 | 放送区域内世帯数 | 備考                  |
| NHK佐賀教育テレビ | 56ch       | 映像3W /音声750mW | 映像8.7W /音声2.2W | 全国放送     | 約-世帯          | 2011年7月24日に廃局。 |
| NHK佐賀総合テレビ | 58ch       | 映像3W /音声750mW | 映像8.7W /音声2.2W | 佐賀県       | 約-世帯          | 2011年7月24日に廃局。 |

#### その他
- デジタル放送とstsサガテレビアナログ放送は、伊万里局などを受信。
- 1969年12月27日　開局（伊万里大川局と同日に開局）